# Jüdischer Friedhof Rheinbischofsheim

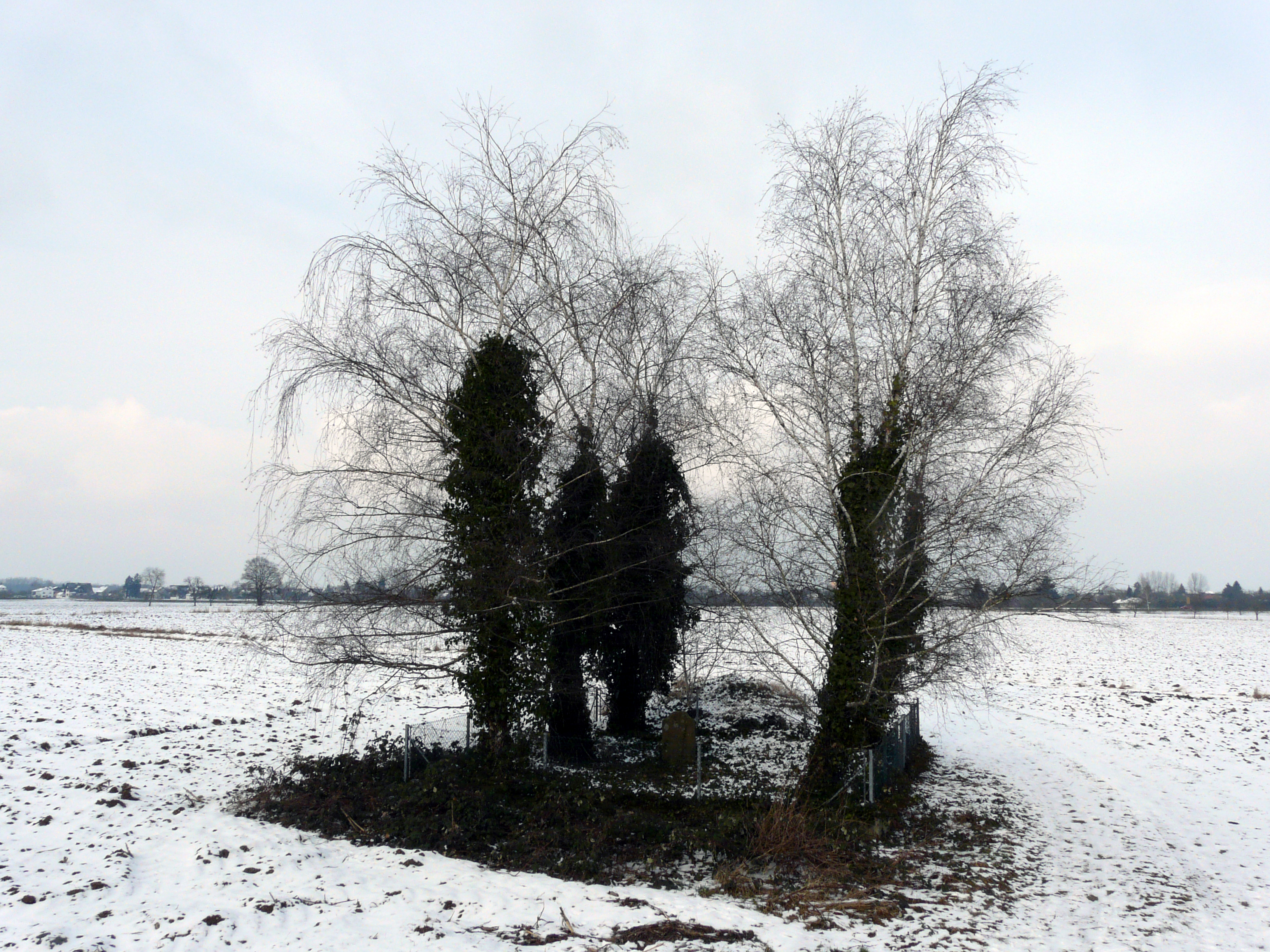
Der kleine Friedhof außerhalb des Ortes

Der Jüdische Friedhof Rheinbischofsheim ist ein jüdischer Friedhof in Rheinbischofsheim, einem Stadtteil von Rheinau im Ortenaukreis in Baden-Württemberg. Der Friedhof ist ein geschütztes Kulturdenkmal.
Die Toten der jüdischen Gemeinde Rheinbischofsheim wurden auf dem jüdischen Friedhof Kuppenheim und ab 1830 auf dem jüdischen Friedhof Freistett beigesetzt. Da von allen Gemeindemitgliedern der jüdischen Gemeinde Rheinbischofsheim sich nur die Familie Löw Simson für einen eigenen Friedhof ausgesprochen hatte, entstand dieser Friedhof im Gewann Schießrain ausschließlich als Familienbegräbnisplatz. Auf diesem kleinsten jüdischen Friedhof Baden-Württembergs befindet sich heute nur noch ein erhaltener Grabstein von 1819, deshalb wird der Platz auch kurz Judenstein genannt.